# Ginásio do Recreio do Trabalhador
O Ginásio do Recreio do Trabalhador é um dos mais importantes ginásios poliesportivos da cidade de Volta Redonda-RJ.
O Ginásio é todo coberto, e fica dentro do Clube Recreio do Trabalhador Getúlio Vargas.
Inaugurado em 9 de abril de 1954. o Ginásio Coberto do Recreio do Trabalhador tem sido intensivamente utilizado na apresentação dos mais variados espetáculos esportivos, artísticos - como shows, mostra de danças, etc -, culturais e sociais.

## Jogos Importantes
- 2011 - No dia 03/09/2011 o ginásio foi palco da final da Liga Nacional Masculina de Vôlei[5]
- 2011 - No dia 04/09/2011 o ginásio foi palco da final da Liga Nacional Feminina de Vôlei[6].
- 2011 - O ginásio abrigou os jogos da Copa Volta Redonda de Vôlei Masculino de 2011[7].